# Asperjoc
Asperjoc är en kommun i departementet Ardèche i regionen Auvergne-Rhône-Alpes i sydöstra Frankrike. Kommunen ligger  i kantonen Antraigues-sur-Volane som ligger i arrondissementet Largentière. År 2018 hade Asperjoc 389 invånare.

## Befolkningsutveckling
Antalet invånare i kommunen Asperjoc
Referens: INSEE